# 侯芝
侯芝（1768年—1830年），字香叶，号香叶阁主人、修月阁主人，女，江苏上元（今南京）人，清代诗人，弹词小说家。她是清代散文家梅曾亮的母亲。是清朝著名的讲唱文学杰作弹词小说《再生缘》最后修改人、作序人及出版者。这部小说前16卷由清代弹词女作家陈端生在18岁-19岁（1769年）时写作，第17卷在15年后（1784年）写成，最后三卷由另一位女作家梁德绳于道光年间续补，直到道光元年（公元1821年）才由侯芝修改、作序、整理为80回本，并刊行（宝宁堂，1822年）。